# Inestabilidad de Plateau-Rayleigh
La inestabilidad de Plateau-Rayleigh, a menudo conocida simplemente como la inestabilidad de Rayleigh, explica por qué y cómo un flujo de líquido en caída se divide en pequeños paquetes con el mismo volumen, pero menos área de superficie. Está relacionada con la inestabilidad de Rayleigh–Taylor y es parte de una gran rama de la dinámica de fluidos que se centra en la ruptura de hilos fluidos. Esta inestabilidad es utilizada en el diseño de un tipo particular de impresora de inyección de tinta mediante la cual el chorro de líquido es perturbado en un flujo constante de gotas.
La fuerza impulsora de la inestabilidad de Plateau-Rayleigh es que los líquidos, debido a su tensión superficial, tienden a minimizar su superficie.

## Historia
La inestabilidad de Plateau-Rayleigh debe su nombre a Joseph Plateau y Lord Rayleigh. En 1873, Plateau encontró experimentalmente que una caída vertical de flujo de agua se dividía en gotas si su longitud de onda era mayor que alrededor de 3.13 a 3.18 veces su diámetro. Más tarde, Rayleigh demostró teóricamente que una caída vertical de líquido no viscoso con una sección transversal circular se dividía en gotas si su longitud de onda era mayor a su circunferencia.

## La teoría

Etapa intermedia de un chorro rompiéndose en gotas. Se muestra los radios de curvatura en la dirección axial. La ecuación para el radio de la corriente es, donde es el radio de la corriente sin perturbar, is la amplitud de la perturbación, es la distancia a lo largo del eje de la corriente, y es el número de onda.

La explicación de esta inestabilidad comienza con la existencia de pequeñas perturbaciones en la corriente. Estas perturbaciones están siempre presentes, no importa cuán suave sea la corriente. Si las perturbaciones se descomponen en componentes sinusoidales, nos encontramos con que algunas de las componentes crecen con el tiempo, mientras que otras decrecen con el tiempo. Entre aquellas que crecen con el tiempo, algunas crecen con mayor rapidez que otras. Lo rápido que crecen o decrecen estas perturbaciones depende su número de onda (una medida de la cantidad de picos y valles por unidad de longitud) y del radio de la corriente cilíndrica inicial. El diagrama de la derecha muestra una exageración de las componentes.
Suponiendo que todas los componentes posibles existen inicialmente en aproximadamente igual (pero minúscula), amplitud, el tamaño final de las gotas puede ser predicho determinando el número de onda de la componente que crecerá más rápido. A medida que avanza el tiempo, la componente con la máxima tasa de crecimiento llegará a dominar y finalmente será la que desencadene el agua en gotas.
Aunque un entendimiento profundo de cómo ocurre esto requiere un desarrollo matemático extenso(ver referencias), el diagrama de la derecha puede proporcionar una comprensión conceptual de este efecto. Observa los dos radios que se ven en la figura—una en un pico y la otra en un valle de la onda. En el valle, el radio de la corriente es menor, por lo tanto, de acuerdo a la ecuación de Young–Laplace la presión debida a la tensión superficial es mayor. Del mismo modo, en el pico, el radio de la corriente es mayor y, por el mismo razonamiento, la presión debido a la tensión superficial se reduce. Si este fuera el único efecto, sería de esperar que el aumento de la presión en el valle presionaría el líquido en la parte de menor presión de la región, en el pico. De esta manera vemos cómo la onda crece en amplitud a lo largo del tiempo.
Pero la ecuación de Young-Laplace está influenciada por el radio de las dos componentes. En este caso, uno es el radio, ya comentado, del chorro. El otro es el radio de curvatura de la onda. El conjunto de los arcos en el diagrama muestran picos y valles. Observa que el radio de curvatura en el valle es, de hecho, negativo, lo que significa que, de acuerdo con Young–Laplace, en realidad disminuye la presión en el canal. Asimismo, el radio de curvatura en el pico es positiva y aumenta la presión en esa región. El efecto de estas componentes es contraria a los efectos del radio del propio chorro.
Los dos efectos, en general, no se cancelan. Uno de ellos tendrá mayor magnitud que el otro, dependiendo del número de onda y el radio inicial del chorro. Cuando el número de onda es tal que el radio de curvatura de la onda domina al del radio de la corriente, tales componentes se deteriorarán con el tiempo. Cuando el efecto del radio de la corriente domina al de la curvatura de la onda, las componentes crecerán de forma exponencial con el tiempo.
Cuando los cálculos se realizan, se encuentra que las componentes inestables (es decir, las componentes que crecen a lo largo del tiempo) son sólo aquellas en las que el producto del número de onda con el radio inicial es menor que la unidad ({\displaystyle kR_{0}<1}). La componente que crece más rápido es aquella cuyo número de onda satisface la ecuación
{\displaystyle kR_{0}\simeq 0.697.}

## Ejemplos

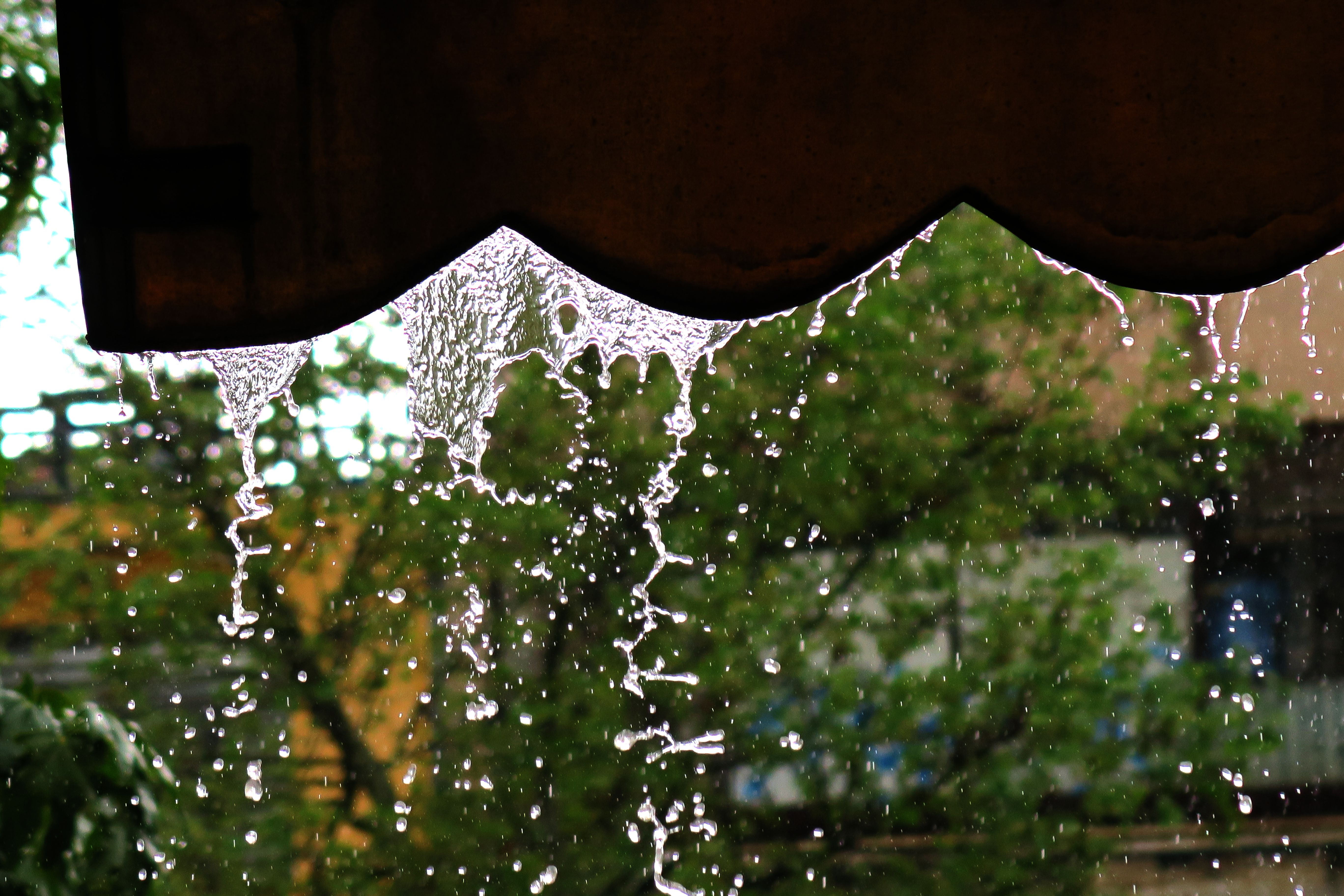
La lluvia cayendo de un dosel. Entre las fuerzas que rigen el proceso de formación de gotas: La inestabilidad de Plateau-Rayleigh, tensión Superficial, cohesión (química), fuerza de Van der Waals.

### Agua goteando del dosel/grifo

Agua goteando de un grifo

Un caso especial es la formación de pequeñas gotas cuando el agua gotea del grifo. Cuando un segmento de agua comienza a separarse del grifo, el cuello se forma y luego se extiende. Si el diámetro de la llave es lo suficientemente grande, el cuello no deja retenerlo de nuevo, y se somete a la inestabilidad de Plateau-Rayleigh y se divide en una pequeñas gotas.

### La micción
Otro ejemplo de la inestabilidad de Plateau-Rayleigh, que podemos observar en nuestra vida cotidiana, se produce en la orina, especialmente en la micción masculina cuando se realiza de pie. El chorro de la orina experimenta esta inestabilidad después de unos 15 cm (6 pulgadas), rompiéndose en gotas, que provocan salpicaduras cuando impactan en una superficie. Por el contrario, si el flujo contacta contra una superficie, mientras que todavía está en un estado estable, como por ejemplo, orinar directamente contra un orinal o una pared, estas salpicaduras se eliminan casi completamente.